# O Passageiro (monumento)
O Passageiro é um monumento da cidade de Londrina no estado do Paraná.

## Localização
Localizado inicialmente na rotatória da avenida Dez de Dezembro com a Leste Oeste, na praça em frente Terminal Rodoviário de Londrina, foi transferido para a rua Norman Prochet, quando a praça foi reformada e a área foi utilizada para a construção de um viaduto. A sua inauguração aconteceu em 10 de dezembro de 1987 em comemoração ao 55º aniversário da empresa londrinense do ramo de transporte criada no mesmo ano da emancipação do município do norte do Paraná, Viação Garcia.
A responsabilidade do projeto ficou a cargo do arquiteto Pedro Eduardo Botti e de autoria do artista plástico Henrique de Aragão.

## Características
A obra de arte tem 15 metros de altura e foi construída em concreto, aço inoxidável e latão dourado. Colunas apoiam uma esfera de cinco metros, que abriga a escultura de duas figuras humanas e uma semente.